# Madeleine Bordallo

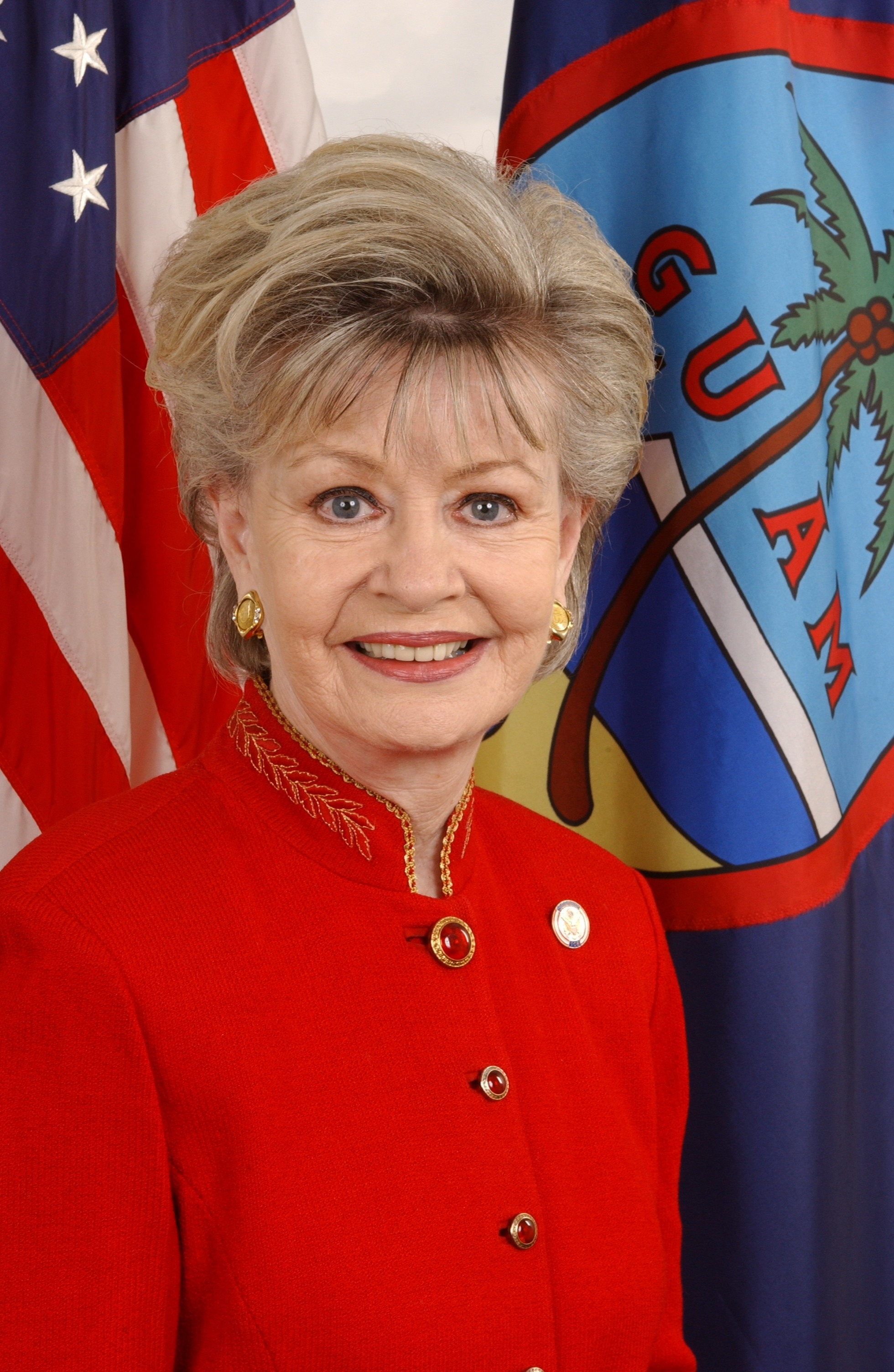
Madeleine Bordallo.

Madeleine Z. Bordallo (nacida el 31 de mayo de 1933) fue la delegada de Guam en la Cámara de los Representantes de los Estados Unidos.

## Biografía
Bordallo nació en Graceville, Minnesota, y asistió al St. Mary’s College en South Bend, Indiana y al College of St. Catherine en St. Paul, Minnesota. Bordallo fue miembro de una candidatura que no llegó al poder para ser Gobernador de Guam en 1990 y Vicegobernadora de Guam desde 1995 a 2002. Su último marido Ricardo Bordallo fue gobernador de Guam desde 1975 hasta 1979 y desde 1983 hasta 1987.
Bordallo fue elegida como demócrata para la cámara, sirviendo desde el 3 de enero de 2003 hasta el 3 de enero de 2019, y es la primera mujer en representar a Guam en el congreso. Fue una de las 5 delegadas no votantes de la Cámara de los representantes.
Antes de ser política, Bordallo fue la dueña y presentadora de la cadena de televisión KUAM-TV en la isla durante la década de 1950 y 1960.
Fue entrevistada en el programa de Stephen Colbert "The Colbert Report" el 26 de abril de 2007, como parte de una serie de reportajes para conocer mejor Guam.